# Trevi (Umbria)
Trevi település Olaszországban, Umbria régióban, Perugia megyében. Lakosainak száma 8063 fő (2023. január 1.). Trevi Campello sul Clitunno, Castel Ritaldi, Foligno, Sellano, Spoleto és Montefalco községekkel határos.

## Népesség
A település lakossága az elmúlt években az alábbi módon változott:
| Lakosok száma | 8372 | 8363 | 8063 |
|               | 2017 | 2018 | 2023 |